# Van Diemen’s Land
Van Diemen’s Land – piosenka rockowej grupy U2, pochodząca z jej wydanego w 1988 roku albumu, Rattle and Hum. Jest to cichy, spokojny, folkowy utwór. Jest to także trzecia piosenka w dorobku zespołu, w której The Edge stanowił główny wokal (pozostałe dwa to: "Seconds" i "Numb").
Muzyka oparta jest na tradycyjnej szkockiej folkowej piosence "O Waly, Waly", znanej również jako "The Water is Wide".
W albumowych notatkach pojawia się jedna dodatkowa zwrotka:
Still the gunman rules and the widows pay

A scarlet coat now a black beret

They thought that blood and sacrifice

Could out of death bring forth a life.
Van Diemen’s Land jest nazwą geograficzną istniejącą w latach 1642–1855, odnoszącą się do australijskiej południowo-wschodniej kolonii mieszczącej się na wyspie, która w 1855 roku została przemianowana na Tasmanię. Piosenka została zadedykowana irlandzkiemu poecie Johnowi Boyle’owi O’Reilly.